# Зелиц
Зелиц (нем. Seelitz) — община в Германии, в земле Саксония. Подчиняется административному округу Хемниц. Входит в состав района Средняя Саксония. Подчиняется управлению Рохлиц. Население составляет 1941 человек (на 31 декабря 2010 года). Занимает площадь 31,08 км².
Община подразделяется на 24 сельских округа.

## Население
| Год  | Численность | Численность |
| ---- | ----------- | ----------- |
| 2017 | 1753        | [ 1 ]       |
| 2019 | 1691        | [ 3 ]       |
| 2021 | 1680        | [ 4 ]       |
| 2022 | 1674        | [ 5 ]       |
| 2023 | 1686        | [ 2 ]       |